# 競業避止義務
競業避止義務（きょうぎょうひしぎむ）とは、一定の者が、自己または第三者のために、その地位を私的に利用して、営業者の営業と競争的な性質の取引をしてはならない義務である。
法学上の用語であり、商法及び会社法と、労働法の双方で使用される。本項目では、双方について解説する。

## 商法・会社法における競業避止義務
- 支配人（商法第23条）
- 代理商（商法第28条）
- 取締役、執行役（会社法第356条、第419条）
- 持分会社の業務執行社員（会社法第594条）

## 労働法における競業避止義務
労働法においては、競業避止義務とは次のような概念である。
- 在職中に使用者の不利益になる競業行為（兼職など）を行なうことを禁止すること
- 一般の企業において、従業員の退職後に競業他社への就職を禁ずることを定めた、就業規則や個々の誓約書等に含まれる特約（競業禁止特約ともいう）[1]

前者については、労働契約における信義誠実の原則にもとづく付随的義務として競業避止義務を負うとされ、違反した場合には就業規則に定める懲戒の対象となりうる。一方後者については、退職して契約関係になくなれば競業避止義務はなくなるのが原則であるが、企業の側としては重要な知的財産や営業秘密をライバル企業に利用され損失を被ることを防ぐために退職後も労働者が競業避止義務が負うことで合意したいと考える。労働法において問題となるのは主として後者のケースであり、以下も後者の事例を念頭において述べる。

### 競業避止義務の有効性
競業避止義務が有効であるか否かは個々のケースにより判断が分かれる。日本においては日本国憲法における職業選択の自由（憲法22条1項）との関係が問題となる。職業選択の自由は絶対無制約ではなく公共の福祉による制約を受けるが、公共の福祉を根拠とする人権制約は法令によってのみ可能であるとする考え方からは、私人による特約・就業規則を公共の福祉の根拠として（公権力の介入によって）人権制約をすることは不可能であり、会社側が元従業員に訴訟を起こし賠償命令や競業停止判決を下す場合は、国家権力である司法権力によって憲法上の人権を制約することになり、憲法上問題となる（司法的執行の理論）。
現在、競業避止義務の有効性の根拠は「企業と従業員の間の契約関係によるもの」とする考え方が一般的であるが、上記の通り本特約は憲法上の人権を制約するものであるという性質を持つため、合理性がないと判断される特約については民法上の公序良俗違反（民法90条）として無効とすることにより、特約の適用範囲に一定の歯止めをかけている。また、そもそも競業避止義務を定める合意が有効に成立しているといえるかどうか（従業員側が自由意志に基づいて合意したものか否か）が争われるケースも多い。合意の成立を認めつつも、競業避止義務の範囲を合理的な範囲に制限して義務違反を認定しないという判断をする場合もみられる（東京地方裁判所平成17年2月23日判決）。
経済産業省は2016年2月に「秘密情報の保護ハンドブック〜企業価値向上に向けて〜」（最終改訂2022年5月）を公開し、裁判例の積み重ね等を基に競合避止義務契約の有効性について判断する基準として、以下の6要素をあげている。2.~6.については1.を踏まえつつ、競業避止義務契約の内容が目的に照らして合理的な範囲に留まっているかという観点から判断される。企業側に守るべき利益があることを前提として、競業避止義務契約が過度に職業選択の自由を制約しないための配慮を行い、企業側の守るべき利益を保全するために必要最小限度の制約を従業員に課すものであれば、当該競業避止義務契約の有効性自体は認められると考えられる。
1. 守るべき企業の利益があるかどうか
2. 従業員の地位
3. 地域的な限定があるか
4. 競業避止義務の存続期間
5. 禁止される競業行為の範囲について必要な制限が掛けられているか
6. 代償措置が講じられているか

守るべき企業の利益があるかどうか
企業側の守るべき利益については、不正競争防止法によって明確に法的保護の対象とされる「営業秘密」はもちろんだが、個別の判断においてこれに準じて取り扱うことが妥当な情報やノウハウについては、競業避止義務契約等を導入してでも守るべき企業側の利益と判断している。判例の中で争われた事例を見ると、技術的な秘密や、営業上のノウハウ等に係る秘密（教授法など顧客に対するサービスの手法も含む）、顧客との人的関係等について、企業の利益の有無が判断されている。
従業員の地位
形式的に特定の地位にあることをもって競業避止義務の有効性が認められるというよりも、企業が守るべき利益を保護するために、競業避止義務を課すことが必要な従業員であったかどうかが判断されていると考えられる。例えば、形式的には執行役員という比較的高い地位にある者を対象とした競業避止義務であっても、企業が守るべき秘密情報に接していなければ否定的な判断を行っている判例もある。
地域的な限定があるか
地域的限定が争われている場合には業務の性質等に照らして合理的な絞込みがなされているかどうかという点が問題とされている。地域的な限定がされていない場合については、他の要素と併せて否定的な判断がなされている例が散見されるが、地理的な制限が規定されていない場合であっても、使用者の事業内容（特に事業展開地域）や、職業選択の自由に対する制約の程度、特に禁止行為の範囲との関係等と総合考慮して競業避止義務契約の有効性が認められている場合もあり、判例は地理的な制限がないことのみをもって競業避止義務契約の有効性を否定しない傾向があるといえる。
競業避止義務の存続期間
退職後、競業避止義務の存続する期間についても、形式的に何年以内であれば認められるという訳ではなく、労働者の不利益の程度を考慮した上で、業種の特徴や企業の守るべき利益を保護する手段としての合理性等が判断されているものと考えられる。概して1年以内の期間については肯定的に捉えられているが、特に近時の事案においては、2年の競業避止義務期間については、否定的な判断がなされる例が見られる。
禁止される競業行為の範囲について必要な制限が掛けられているか
禁止される競業行為の範囲についても、企業側の守るべき利益との整合性が判断されている。競業行為の定義については競業避止義務契約において定めがあれば、原則としてそれに従うことになるが、契約上、一般的・抽象的にしか定められていない場合には、当該企業と競業関係に立つ企業に就職したり、競合関係に立つ事業を開業したりすることといった一般的な定義に従って考えることとなる。一般的・抽象的に競業企業への転職を禁止するような規定は合理性が認められないことが多い一方で、禁止対象となる活動内容（たとえば在職中担当した顧客への営業活動）や従事する職種等が限定されている場合には、有効性判断において肯定的に捉えられることが多くなる。このような禁止対象となる活動内容や職種を限定する場合においては、必ずしも個別具体的に禁止される業務内容や取り扱う情報を特定することまでは求められていないものと考えられる。例えば在職中に担当していた業務や在職中に担当した顧客に対する競業行為を禁止するというレベルの限定であっても、肯定的な判断をしている判例もある。
代償措置が講じられているか
代償措置（在職中の高額給与、手当・報奨金の支給、退職慰労金の支払等）については、他の要素と比較して判断により直接的な影響を与えていると思われる事案も少なくなく、裁判所が重視していると思われる要素である。もっとも裁判例を見る限り、複数の要因を総合的に考慮する考え方が主流であり、代償措置の有無のみをもって有効性の判断が行われている訳ではない。代償措置と呼べるものが存在しないとされた事案では、そのことを理由の一つに挙げて競業避止義務契約の効力が否定されることが多いが、代償措置以外の点で、効力を肯定する方向で考慮される要素が多いときには、結論として効力が肯定される場合もある。
判例
話すためのヴォイストレーニングを専門的に行う教室を開いている会社（原告）に講師として勤務していた労働者（被告）が退職後3年間にわたり原告と競合関係に立つ事業を自ら開業又は設立することをしないことを約束（競業避止合意）したが、退職後程なく自ら教室を開いた事案（東京地判平成22年10月27日）について、
- 「本件競業避止合意は、原告が顧客に関する情報、学校運営上のノウハウ、授業のノウハウ等の秘密情報を保有していることから、従業員に退職後も秘密情報の保持を誓約させ、秘密情報を保持することを目的とするものと解される。そして、アカデミーにおける話すためのヴォイストレーニングを行うための指導方法・指導内容及び集客方法・生徒管理体制についてのノウハウは、原告代表者により長期間にわたって確立されたもので独自かつ有用性が高い」「本件競業避止合意は上記ノウハウ等の秘密情報を守るためのものということができ、目的において正当である。また、本件競業避止合意が被告に対し原告退職後3年間の競業行為を禁止するのも、上記目的を達成するための必要かつ合理的な制限であると認められる。このように、本件競業避止合意は目的が正当であり、その手段も合理性があるから、公序良俗に反しない。」「被告は週1回（実働7時間）のアルバイト従業員にすぎず、給与は時給制で研修受講時は時給800円それ以後は時給900円ないし1200円であったことについては、被告はヴォイストレーニングの講師の経験がなかったところ、原告代表者から話すためのヴォイストレーニングに行うための指導方法及び指導内容等についてノウハウを伝授されたのであるから、本件競業避止合意を適用して原告の上記ノウハウを守る必要があることは明らかであり、被告が週1回のアルバイト従業員であったことは上記判断を左右するものではない。」として、競業避止合意に基づく差し止め請求（被告が運営する教室の宣伝、勧誘等の営業行為の差し止め）を認めた。

外資系保険会社（被告）の日本支店で執行役員としてバンクアシュアランス業務（金融機関など募集代理店による販売）を担当していた労働者（原告）が、退社後2年間の競業避止義務が定められていたものの、退社の翌日に同業他社の副社長に転職した事案（アメリカン・ライフ・インシュアランス・カンパニー競業避止義務事件。東京地判平成24年1月13日、東京高判平成24年6月13日）について、
- 「原告は、バンクアシュアランス業務を行う保険会社に転職しているのであるから、それが本件競業避止条項の禁止対象行為に当たることは明らかである。」としながらも、「（被告のノウハウは）原告がその能力と努力によって獲得したものであり、一般的に、労働者が転職する場合には、多かれ少なかれ転職先でも使用されるノウハウであって、かかる程度のノウハウの流出を禁止しようとすることは、正当な目的であるとはいえない。」「顧客情報の流出防止を、競合他社への転職自体を禁止することで達成しようとすることは、目的に対して、手段が過大であるというべきである。」「保険商品の営業事業はそもそも透明性が高く秘密性に乏しいし、（中略）原告が、それ以上の機密性のある情報に触れる立場にあったものとは認められない。」「原告の被告において得たノウハウは、バンクアシュアランス業務の営業に関するものが主であり、本件競業避止条項がバンクアシュアランス業務の営業にとどまらず、同業務を行う生命保険会社への転職自体を禁止することは、それまで生命保険会社において勤務してきた原告への転職制限として、広範にすぎるものということができる。」「保険商品については，近時新しい商品が次々と設計され販売されているころであり、保険業界において、転職禁止期間を2年間とすることは、経験の価値を陳腐化するといえるから、期間の長さとして相当とは言い難いし、また、本件競業避止条項に地域の限定が何ら付されていない点も、適切ではない。」「原告の賃金は、相当高額であった（賃金月額131万7000円、会社負担の社宅家賃月額24万円、業績賞与（月額給与6か月分を限度））ものの、本件競業避止条項を定めた前後において、賃金額の差はさほどないのであるから、原告の賃金額をもって、本件競業避止条項の代償措置として十分なものが与えられていたということは困難である。」等判断し、「本件における競業避止義務を定める合意は合理性を欠き、労働者の職業選択の自由を不当に害するものであると判断されるから、公序良俗に反するものとして無効であるというべきである。」として合意を前提に行った被告が原告に対して行った退職金不支給も無効であるとして原告の退職金全額支払い請求を認めた。

### 特約の条件
特約に基づいて競業行為の差止請求をする場合、当該競業行為によって使用者の営業上の利益が侵害されているか、または侵害されるおそれのあることが必要である（東京リーガルマインド事件、東京地方裁判所平成7年10月16日決定）

### 違反した場合
競業避止義務に違反した場合、次の事項のような措置が考えられる。
- 退職金の減額もしくは不支給
- 損害賠償請求
- 競業行為の差止め請求

同業他社に就職した従業員への退職金の減額を認めた判例として、三晃社事件（最高裁判所昭和52年8月9日判決）がある。また、競業行為の差止請求を認めた事件として、フォセコ事件（奈良地方裁判所昭和45年10月23日判決、不正競争防止法改正前の事件）などがある。

### 特別法による規制
営業秘密保持義務のある従業員が退職後に利益を得る目的で当該営業秘密を利用する場合には、不正競争防止法第2条第4項に営業秘密の保護が定められているため（平成2年改正により同法に追加）、差止め（同第3条第1項）や損害賠償請求（第4条）が可能となっているなど、一部特別法による規制も存在している。

## 例外（芸能人・スポーツ選手）
2019年、公正取引委員会は、芸能事務所によってなされる競業避止義務で、芸能人が退所した後の活動を禁止する契約は、「事務所と芸能人の間ではこの規定は必要ない。」「退所を思いとどまらせるために存在しているだけだ。」として、独占禁止法で無効、芸能事務所がこのような契約を行うのは「原則禁止」であるとした。
- 2006年の東京地方裁判所の判決より「芸能人の芸能活動について当該契約解消後2年間もの長期にわたって禁止することは、実質的に芸能活動の途を閉ざすに等しく、憲法22条の趣旨に照らし、契約としての拘束力を有しない」[7]
- FEST VAINQUEUR - ロックバンドグループ。退所後の半年間の活動禁止は、知財高裁にて公序良俗に反して無効という審議結果となった[8]。

スポーツ選手の移籍制限も独占禁止法で無効とされる。